# Родниковское сельское поселение (Ростовская область)
Родниковское сельское поселение — муниципальное образование в Кагальницком районе Ростовской области. 
Административный центр поселения — хутор Жуково-Татарский.

## Административное устройство
В состав Родниковского сельского поселения входят:
- хутор Жуково-Татарский;
- хутор Камышеваха;
- хутор Красный Яр;
- хутор Раково-Таврический;
- хутор Родники.

## Население
| 2010  | 2012  | 2013  | 2014  | 2015  | 2016  | 2017  |
| ----- | ----- | ----- | ----- | ----- | ----- | ----- |
| 1757  | ↘1729 | ↘1683 | ↘1640 | ↘1611 | ↘1589 | ↘1552 |
| 2018  | 2019  | 2020  | 2021  |       |       |       |
| ↘1499 | ↘1470 | ↘1438 | ↘1416 |       |       |       |